# 上尾市立太平中学校
上尾市立太平中学校（あげおしりつ たいへいちゅうがっこう）は、埼玉県上尾市小敷谷にある公立中学校。

## 教育目標
社会に貢献できる人材の育成

## 部活動
- 陸上部
- サッカー部
- 野球部
- 男子テニス部
- 女子テニス部
- 男子バスケットボール部
- 女子バスケットボール部
- 女子バレー部
- 剣道部
- 吹奏楽部
- 美術部
- 科学部

## 学区
- 大字上野
- 大字西貝塚
- 大字壱丁目
- 大字小敷谷
- 大字地頭方